# Mort Garson
Mort Garson (né le 20 juillet 1924 à Saint-Jean, Canada et mort le 4 janvier 2008 à San Francisco, États-Unis) est un compositeur, arrangeur, parolier canadien qui a surtout travaillé dans la musique électronique.

## Œuvres

### Albums
- 1968 : The Wozard of Iz: An Electronic Odissey
- 1968 : Love Sounds
- 1968 : The Connection
- 1969 : SIgns of The Zodiac (12 albums)
- 1969 : Electronic Hair Pieces
- 1970 : Didn't you hear?
- 1971 : Black mass (sous le pseudonyme Lucifer)
- 1971 : Music For Sensuous Lovers by Z (sous le pseudonyme de Z)
- 1975 : The Unexplained (Electronic Musical Impressions of the Occult) (sous le pseundonyme Ataraxia)
- 1976 : Mother Earth's Plantasia

### Musique de films
- 1965 : Ne pas déranger SVP (Do Not Disturb) de Ralph Levy : chansons uniquement
- 1972 : Attention au blob ! (Beware! The Blob) de Larry Hagman
- 1974 : Black Eye de Jack Arnold
- 1975 : Killers of the Wild (documentaire)
- 1976 : Death Is Not the End de Richard Michaels
- 1979 : American Graffiti, la suite (More American Graffiti) de Bill L. Norton : chansons uniquement
- 1982 : Grease 2 de Patricia Birch : chansons uniquement
- 1983 : Didn't You Hear… de Skip Sherwood
- 1983 : Vultures de Paul Leder
- 1985 : Les Diamants de l'Amazone (The Treasure of the Amazon) de René Cardona Jr.
- 1985 : Le Tueur (To Kill a Stranger) de Juan López Moctezuma
- 1988 : Buster de David Green : chansons uniquement
- 1989 : Touche pas à ma fille (She's Out of Control) de Stan Dragoti : chansons uniquement
- 1992 : Love Field de Jonathan Kaplan : chansons uniquement
- 2000 : Urban Chaos Theory de Dan Harris (court métrage) : chansons uniquement
- 2003 : Histoire de Marie et Julien de Jacques Rivette : chansons uniquement
- 2022 : Fumer fait tousser de Quentin Dupieux : plusieurs morceaux

### Autres compositions
- Générique de début et de fin de la série documentaire canadienne Untamed World (1967-1975)